# Diathrausta yunquealis
Diathrausta yunquealis là một loài bướm đêm trong họ Crambidae.